# Jennifer Grant
Jennifer Grantová (nepřechýleně Jennifer Grant, rodným jménem Jennifer Diane Grant; * 26. února 1966 Burbank, Kalifornie) je americká herečka, producentka a režisérka. Je dcerou herečky Dyan Cannon a herce Caryho Granta. Je známá především rolemi v televizních seriálech Beverly Hills 90210 a Movie Stars.

## Život a kariéra

### Dětství
Narodila se 26. února 1966 v Saint Joseph Medical Center v Burbanku v Kalifornii herečce Dyan Cannon a herci Carymu Grantovi. Její rodiče se rozvedli, když jí byly pouhé dva roky. Jennifer měla se svým otcem blízký vztah po zbytek jeho života.
Částečně proto, že její otec nechtěl, aby se stala herečkou, zkoušela několik let jiné věci. Jako teenager na střední škole Brentwood School v Los Angeles a po vysoké škole pracovala jako chůva, prodavačka v obchodě Village v Pacific Palisades, pokladní v obchodě s potravinami v Rainbow Grocery v Malibu a servírka v restauraci Pioneer Boulangerie v Santa Monice. Po ukončení studia amerikanistiky na Stanfordově univerzitě v roce 1987 pracovala pro právnickou firmu a poté i jako šéfkuchařka v restauraci Wolfgang Puck's Spago v Beverly Hills. Když její otec v roce 1986 zemřel, zanechal jí polovinu svého majetku ve výši 60 milionů dolarů; druhá polovina majetku připadla její nevlastní matce Barbaře Harrisové.

### Herecká kariéra
V roce 1993, sedm let po smrti svého otce hrála svou první hereckou roli Celeste Lundy v televizním dramatu Beverly Hills 90210 Aarona Spellinga. Objevila se také jako hostující hvězda v řadě pořadů včetně Přátel nebo Ellen a objevila se i v několika filmech, včetně Večernice (1996). V roce 1999 byla hlavní herečkou v televizním sitcomu Warner Bros. Movie Stars.
Její monografie Good Stuff: A Reminiscence of My Father, Cary Grant, z roku 2011, je portrétem jejího vztahu s otcem, kterému bylo v době jejího narození 62 let a který zemřel o 20 let později. Název odkazuje na jeho oblíbený výraz, kterým se vyjadřoval k věcem, které schvaloval, nebo k situacím, ze kterých byl šťastný.

## Soukromý život
Má dvě děti, syna Caryho (2008) a dceru Davian (2011). V letech 1993 až 1996 byla vdaná za režiséra Randalla Ziska.

## Filmografie

### Filmy
| Rok  | Český název             | Role               | Poznámky     |
| ---- | ----------------------- | ------------------ | ------------ |
| 1996 | Revanš                  | Nicky Carter       |              |
| 1996 | Večernice               | Ellen              |              |
| 1998 | Erasable You            | Stephanie          |              |
| 1998 | My Engagement Party     | Noa Roth           |              |
| 2000 | The View from the Swing | Jocelyn Whitaker   |              |
| 2005 | Nákupní horečka         | Quinn              |              |
| 2005 | Welcome to California   | Actress / Jennifer |              |
| 2007 | Tajemství mé dcery      | Denise             |              |
| 2015 | Little Loopers          | Attorney Landers   |              |
| 2015 | Ghost Squad             | Carol              |              |
| 2015 | Vánoční výměna          | Trish              | Video        |
| 2017 | Becoming Cary Grant     | Herself            | Dokumentární |
| 2022 | Babylon                 | Mildred Yates      |              |